# Volžskij rajon (Mari El)
Il Volžskij rajon (in russo Волжский район?) è un rajon della Repubblica dei Mari, nella Russia europea; il capoluogo è Volžsk. Istituito nel 1939, il rajon ricopre una superficie di 913,86 chilometri quadrati ed ospitava nel 2023 una popolazione di 20 633 abitanti.